# Francismar Pontes
Francismar Mendes Pontes (Chapadinha, 26 de julho de 1958), é um médico, dentista e político brasileiro. É deputado estadual de Pernambuco pelo PSB.

## Biografia
Francismar Pontes foi eleito vereador da cidade do Recife por quatro vezes, entre 1996 e 2008. Em 2010, elegeu-se deputado estadual pela primeira vez, sendo reeleito em 2014, 2018 e 2022 com 66.621 votos.